# The London Gazette
The London Gazette (česky Londýnský věstník, ale název není obvykle překládán) je nejvýznamnější z úředních věstníků Spojeného království, v nichž musí být ze zákona publikována některá oficiální oznámení. The London Gazette si nárokuje postavení nejstarších anglických novin, a nejstarších nepřetržitě vycházejících novin ve Spojeném království, vzhledem k tomu, že poprvé vyšel již 7. listopadu 1665 (podle juliánského kalendáře), tehdy ještě pod názvem The Oxford Gazette. Týž nárok si ale činí i Stamford Mercury a Berrow's Worcester Journal, protože Gazette není běžnými novinami poskytujícími obecné zpravodajství. Nemá velký náklad ani početnou čtenářskou obec.
Dalšími úředními listy vlády Spojeného království jsou The Edinburgh Gazette a The Belfast Gazette, které, kromě přetisku některých materiálů týkajících se celého Spojeného království z The London Gazette, obsahují oznámení týkající se specificky Skotska a Severního Irska.
The London Gazette pak publikuje nejen oznámení celostátního dosahu, ale i ta, týkající se výhradně subjektů či fyzických osob v Anglii a Walesu, nicméně i u některých oznámení, týkajících se specificky pouze Skotska či Severního Irska, je přesto zákonem vyžadována také publikace v The London Gazette.
Výše uvedené oficiální věstníky Spojeného království jsou publikovány společností TSO, ve jménu Her Majesty's Stationery Office (Tiskový úřad Jejího Veličenstva) a podléhají korunnímu copyrightu.

## Dnešek
The London Gazette vychází každý všední den, mimo bankovních svátků. Mimo dalších, obsahuje oznámení o následujících událostech:
- udělení královského souhlasu se zákony britského nebo skotského parlamentu,
- vypsání voleb a doplňovacích voleb do Dolní sněmovny,
- jmenování do některých veřejných úřadů,
- udělení důstojnického dekretu v ozbrojených silách a o dalším povyšování důstojníků,
- insolvenci jednotlivců i společností,
- udělení státních i vojenských vyznamenání a dalších ocenění,
- změnách jmen anebo erbů,
- královských proklamacích a jiných prohlášeních.

Her Majesty's Stationery Office převedl všechna vydání do digitální podoby, takže jsou dostupná online.
Oficiální znění Gazett je publikováno tiskem The Stationery Office. Jejich obsah, mimo insolvenčních oznámení, je dostupný v řadě elektronických formátů, včetně XML (doručování e-mailem/FTP) a XML/RDFa prostřednictvím standardu Atom.

## Dějiny

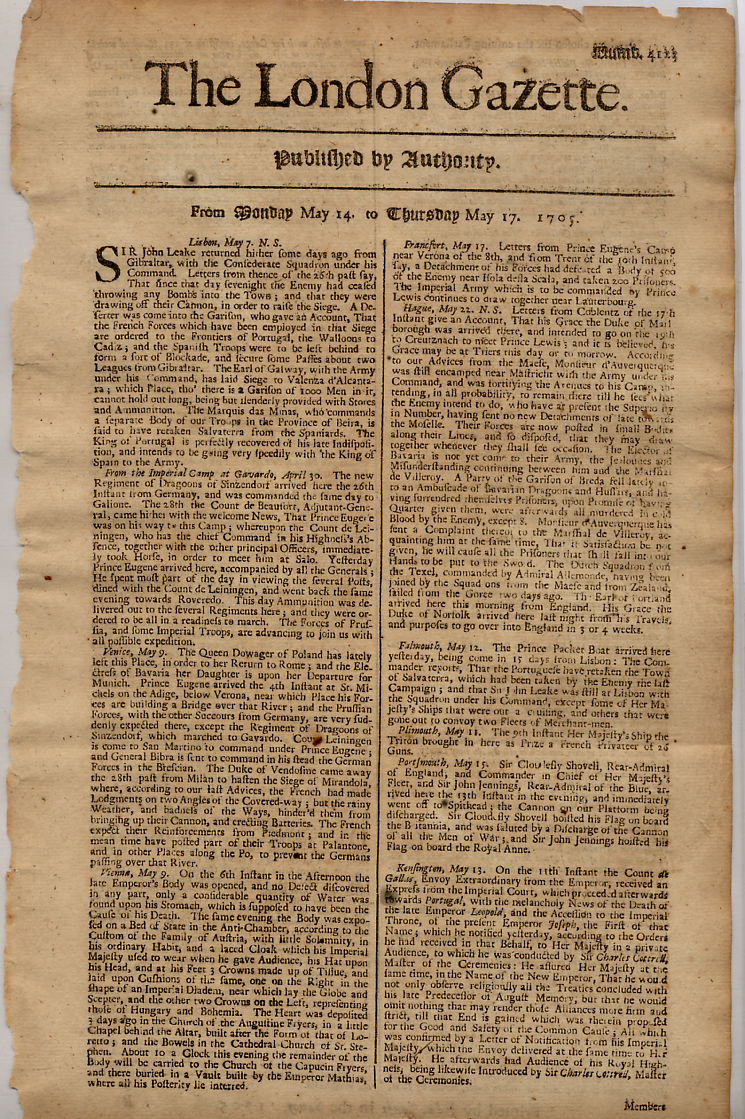
The London Gazette z 14. - 17. května 1705 informující o návratu Johna Leakeho z Gibraltaru po bitvě u mysu Cabrita.

The London Gazette poprvé vyšla 7. listopadu 1665 jako The Oxford Gazette. Král Karel II. se spolu se svým dvorem přesunul do Oxfordu, aby unikl velkému londýnskému moru a kdy dvořané se odmítali čehokoli dotknout, natož držet při čtení londýnské noviny, z obav z nákazy. Gazette byla vydávána z úředního zmocnění (Published by Authority) Henry Muddimanem, a její první vydání bylo zaznamenáno Samuelem Pepysem v jeho deníku. Poté, co mor odezněl, se král vrátil do Londýna a s ním se přesunula i Gazette, přičemž první vydání označené jako The London Gazette vyšlo 5. února 1666 a neslo číslo 24. Gazette v té době nebyla novinami v moderním smyslu: byla poštou zasílána pouze předplatitelům, nikoliv nabízena ke koupi široké veřejnosti.
V roce 1812 úředník The London Gazette George Reynell založil první reklamní agenturu.[zdroj⁠?!]
V roce 1889 vydávání Gazette přešlo na Her Majesty's Stationery Office. V 90. letech 20. století byla publikace převedena do soukromého sektoru, pod vládním dohledem, když byl HMSO prodán a přejmenován na The Stationery Office.

## Gazettejako sloveso
V britské angličtině vzniklo sloveso gazette, ve smyslu být zmíněn v Gazette, které může mít různé významy:
- V časech ozbrojených konfliktů Gazette publikuje oficiální hlášení velitelů o průběhu bojových akcí a osoby, v těchto hlášeních zmíněné, jsou označené jako Mentioned in despatches ("uvedeny v hlášeních" či "citovány v rozkazech"). Pokud jsou příslušníci ozbrojených sil povýšeni, a oznámení o tom publikováno v Gazette, říká se o dotyčném, že byl "gazetted".
- Být "gazetted" či být v Gazette bylo také někdy užíváno ve smyslu oficiálního oznámení o bankrotu.[5]

## Koloniální věstníky
Věstníky, vytvářené podle vzoru The London Gazette, vycházely ve většině britských koloniálních držav.